# Škoda Holding

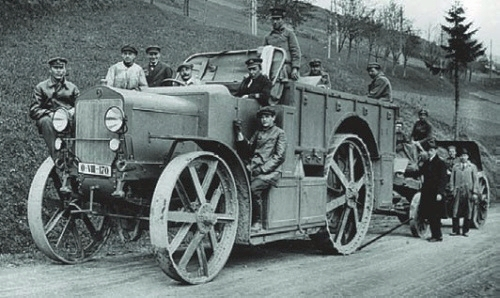
Артиллерийский тягач «Шкода У» (Škoda U), 1920-е годы.

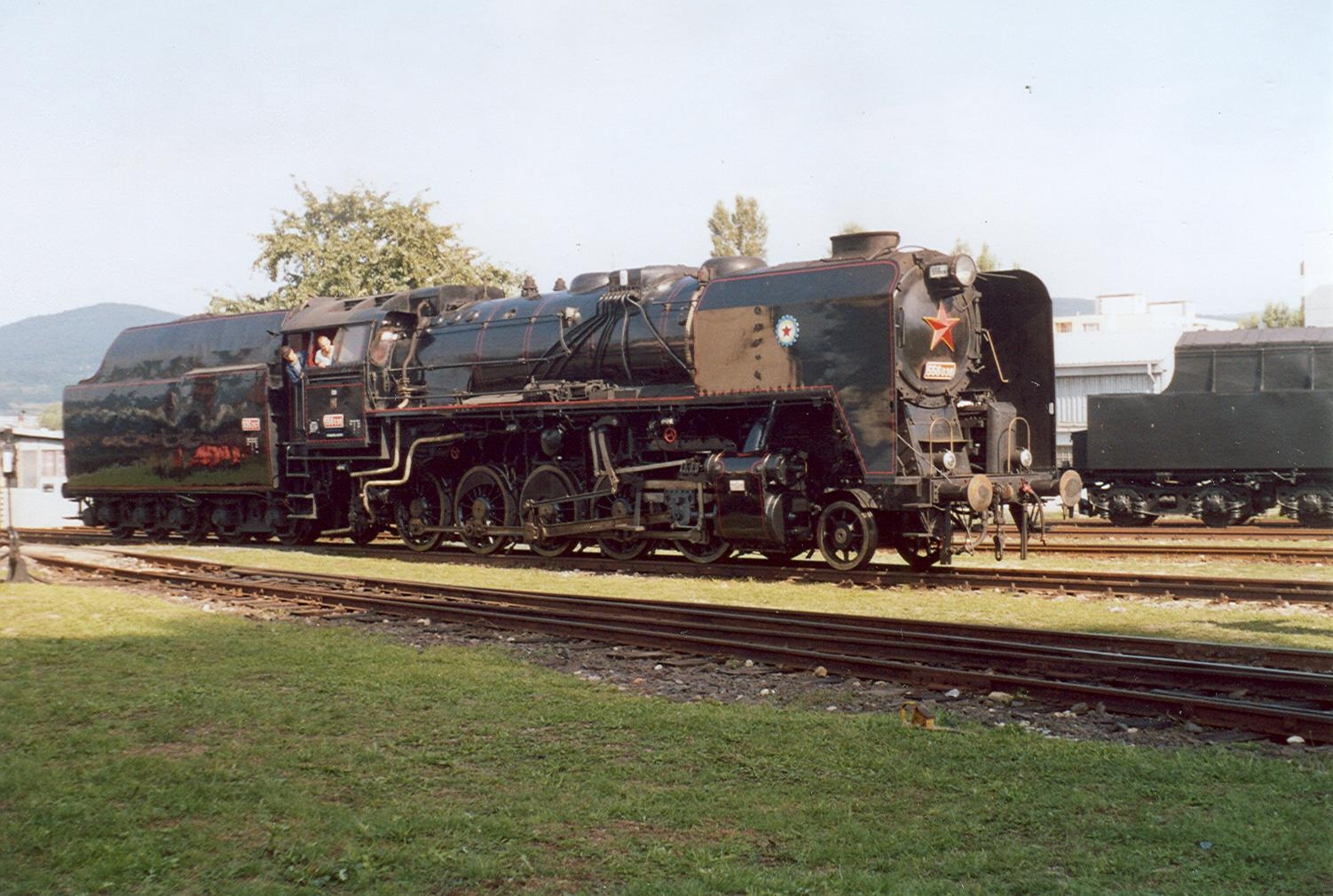
Паровоз 556.0 производства Škoda.

Шко́да Хо́лдинг (чеш. Škoda Holding a.s.) — одна из крупнейших компаний Чехии, ранее Чехословакии (ЧССР), специализирующаяся на машиностроении.

## История
Компания основана в 1859 году графом Арноштом Вальдштейн-Вартенберком как филиал его литейного и машиностроительного завода в Пльзене Австро-Венгерской империи.
В 1869 году главный инженер фабрики Эмиль Шкода (Emil Škoda) выкупил компанию у основателя и сделал свою фамилию новой торговой маркой. Фабрика выпускала металлические изделия и литьё для промышленных объектов: детали для мельниц, железнодорожного транспорта, электростанций (например, Ниагарской), элементы шлюзов (например, Суэцкого канала), артиллерию и другое военное снаряжение для армии и флота как для Австро-Венгрии, так и на экспорт в разные страны мира (Мексика, Япония и прочие).
После окончания Первой мировой войны, распада Австро-Венгрии и создания Чехословакии в 1918 году компания потеряла значительную часть рынков сбыта и оказалась под угрозой банкротства, от которого ее спасли как капитальные вложения французской оружейной компании «Шнейдер», так и поиск новых сфер деятельности в области тяжелого машиностроения и производства транспортного оборудования. Она расширил сферу своей деятельности, в частности, за счет производства локомотивов, вагонов и агрегатов для кораблей и т. д. На ряде заводов и филиалов в конце 1920-х годов работало более 35 000 человек.
Концерн выпускал вооружение и военную технику, в том числе танки. В 1929 году фирму посетила Комиссия представителей военного ведомства и промышленности Союза ССР, имевшая своей целью связаться с фирмой Шкода по вопросу закупки их типа танков. При переговорах с данной фирмой выяснилось, что фирма контролируется французской фирмой «Крезо-Шнейдер». Фирма Шкода уклонилась от своих предложений, отказавшись показать производство и демонстрировать какие-либо типы. 
После подписания в 1938 году Мюнхенского соглашения (сговора), раздела и немецкой оккупации Чехословакии заводы продолжили работу в интересах нацистской Германии, став частью государственного концерна «Герман Гёринг Верке» (Hermann-Göring-Werke), проработав в интересах немецкой военной промышленности неполных семь лет.
После войны концерн был национализирован, а автомобильный завод, завод вооружений и авиазавод были выделены из него, так что Пльзеньское предприятие (в состав которого постепенно входили или отделялись от него другие машиностроительные предприятия) занималось в основном тяжелыми инвестиционными проектами и транспортным машиностроением. Крупнейшими покупателями были страны соцлагеря (только в Советский Союз в период с 1957 по 1989 год было экспортировано более 2400 локомотивов), но значительную часть экспорта составляли также несоциалистические страны Европы, Азии, Африки и Америки.

## Предприятия
Под маркой «Шкода» работают следующие предприятия (некоторые из них имеют новых владельцев, оставив себе только марку):
- ŠKODA POWER — производство оборудования для энергетики, в том числе атомной;
- ŠKODA TRANSPORTATION — рельсовый транспорт, в том числе локомотивы, трамваи, поезда метро;
- ŠKODA ELECTRIC, ŠKODA OSTROV — троллейбусы и запчасти к ним, другой электрический транспорт;
- ŠKODA MACHINE TOOL — станкостроение;
- ŠKODA TS — оборудование для пищевой промышленности, гидравлическое оборудование;
- ŠKODA JS — оборудование для ядерной энергетики, нефтехимии. Компания выпустила с 1980 по 1992 года 21 комплектный реактор ВВЭР-440 и 3 реактора ВВЭР-1000, а также множество другого оборудования для АЭС (парогенераторы, турбогенераторы и пр.). Это оборудование использовалось для строительства в Европе АЭС с реакторами ВВЭР. После прекращения заказов на оборудование предприятие переживало тяжёлые времена, но удержалось на плаву. В 2004 году его приобрела компания «Объединённые машиностроительные заводы»[6].
- ŠKODA GEAR — механические устройства, коробки передач и т. д.;
- ŠKODA AUTO — производство легковых автомобилей;
- ŠKODA TVC, ŠKODA VÝZKUM — вспомогательные и исследовательские производства.

Наиболее известны в мире автомобили марки «Шкода», а также трамваи, троллейбусы и локомотивы.

## Логотип
Современный логотип Шкоды — крылатая стрела с тремя стилизованными перьями внутри круга (так называемый «индеец») — существует с 1923 года.